# Criminalística
La criminalística o ciencias forenses es la disciplina en la que se aplican métodos y técnicas de investigación científica de las ciencias naturales en el examen del material sensible  significativo relacionado con un presunto hecho delictuoso con el fin de determinar, en auxilio de los órganos encargados de administrar justicia, la certidumbre de su existencia y, si en efecto se trata de un delito, reconstruirlo con detalle y señalar y precisar la intervención de uno o varios sujetos determinados en el mismo.
La criminalística utiliza los conocimientos científicos para reconstruir los hechos. El conjunto de disciplinas auxiliares que la componen se denominan ciencias forenses.
La palabra forense viene del adjetivo latino forensis, que significa "perteneciente o relativo al foro". En la Antigua Roma, una imputación  por crimen suponía presentar el caso ante un grupo de personas notables en el foro. Tanto la persona que se la acusaba por haber cometido el crimen como el denunciante tenían que explicar su versión de los hechos. La argumentación, las pruebas y el comportamiento de cada persona determinaba el veredicto o sentencia del caso.

## Definición
En las concepciones actuales sobre la criminalística existen algunos puntos de controversia. Por una parte, algunas definiciones la consideran como una ciencia auxiliar del derecho penal mientras que otras consideran que es aplicable al derecho en general. El doctor Rafael Moreno González, tratando de ser muy explícito, presenta una definición simple, pero útil: “La ciencia del pequeño detalle”. César Augusto Osorio y Nieto es algo más extenso al señalar que es:

La disciplina o conjunto de conocimientos que tiene por finalidad determinar, desde un punto de vista técnico pericial, si se cometió o no un delito, cómo se llevó a cabo y quién lo realizó.

En el marco actual, se puede definir como:

La disciplina que aplica los conocimientos, métodos y técnicas de investigación de las ciencias naturales en el examen del material sensible significativo relacionado con un presunto hecho delictivo, con el fin de determinar su existencia, o bien reconstruirlo, para señalar y precisar la intervención de uno o varios sujetos, llegando así a la verdad histórica del hecho.

Es la disciplina autónoma que acude al auxilio del proceso judicial,  utilizando técnicas, procedimientos y métodos brindados por las ciencias auxiliares que le permiten identificar y esclarecer los distintos indicios, que conectan a través de ellos al autor con el hecho en sí. Determina si un hecho tiene relación penal o no, ocupándose de la reconstrucción, la participación o interacción de ciertos actores en él; es decir, cómo ocurrió.

## Historia
La primera disciplina precursora de la criminalística fue lo que en la actualidad se conoce como dactiloscopia, ciencia que estudia las huellas dactilares. La criminalística tal como la entendemos nace de la mano de la medicina forense, en torno al siglo XVII, cuando los médicos toman parte en los procedimientos judiciales. Antes de conocer el desarrollo y evolución de la criminalística debemos distinguir dos etapas, de cuyos representante hablaremos posteriormente.
- Etapa equívoca: Eugène François Vidocq (1811).
- Etapa científica: Alphonse Bertillon (1879), Juan Vucetich (1892), William Herschel, Francis Galton.

Algunos de los primeros usos prácticos de la investigación mediante las impresiones dactilares son acreditados a los chinos, quienes las aplicaban diariamente en sus negocios y empresas legales, mientras tanto el mundo occidental se encontraba en el período conocido como la edad oscura.
Kia Kung-Yen, historiador chino de la dinastía Tang, en sus escritos del año 650, hizo mención a la identificación mediante las impresiones dactilares, en un comentario sobre un antiguo método en la elaboración de documentos legales. De aquí se deduce que para el año 650 los chinos ya utilizaban las impresiones dactilares en sus tratos comerciales y en ese mismo año, hacían mención al método anterior al uso de las impresiones consistentes en la utilización de placas de madera con muescas iguales recortadas en los mismos sitios de los lados las que conservaban las partes del contrato e igualadas dichas tablas se podía constatar la autenticidad o falsedad de los contratos de referencia.
Muchos años después, en 1575 surge otra ciencia precursora de la criminalística: la medicina legal, iniciada por el francés Ambroise Paré y desarrollada por Paolo Zacchia en 1651.
En 1665, Marcello Malpighi observaba y estudiaba los relieves dactilares de las yemas de los dedos y palmas de las manos. Una de las primeras publicaciones en Europa acerca del estudio de las impresiones dactilares apareció en Inglaterra en 1648, realizada por el Dr. Nehemiah Grew.

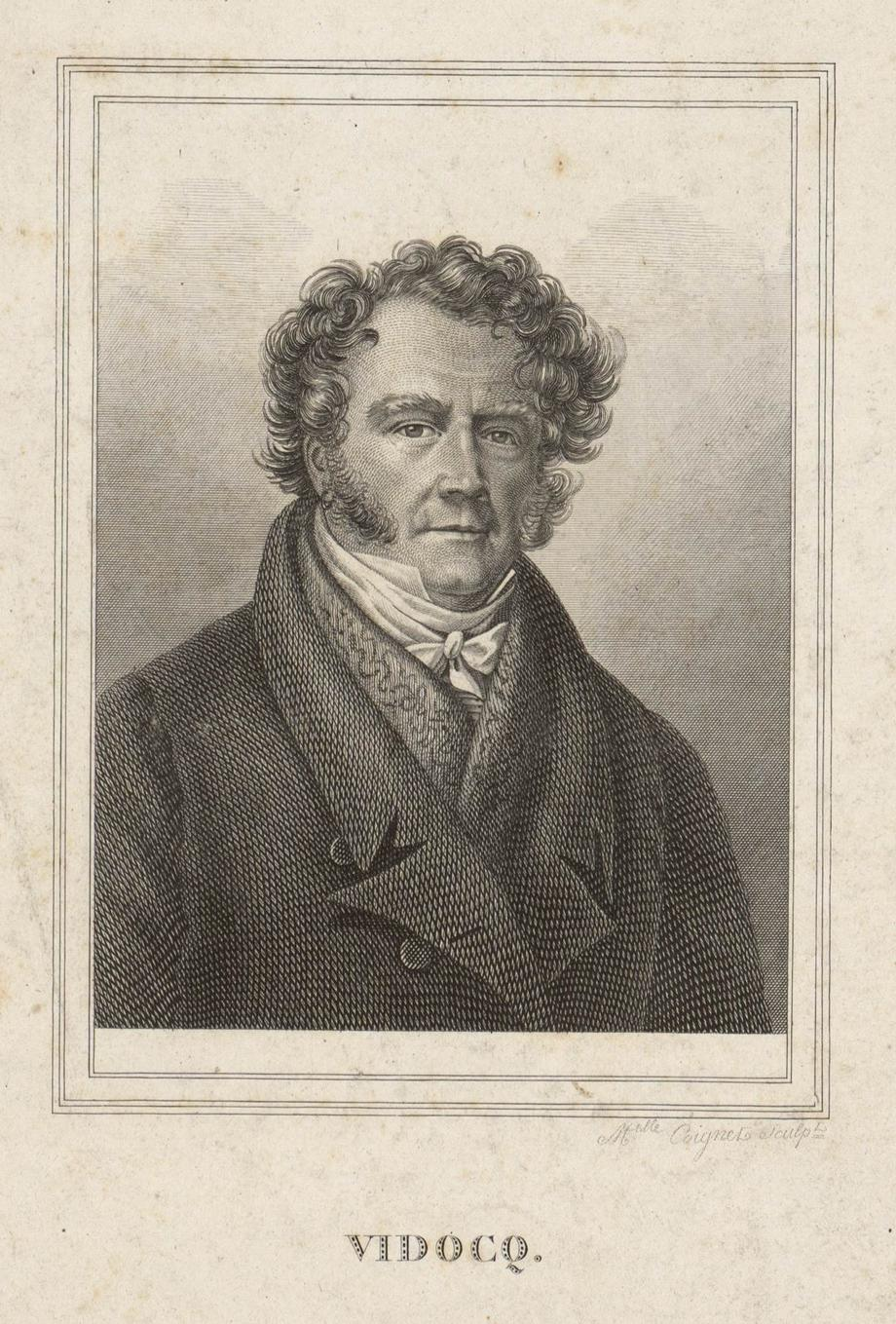
Eugène François Vidocq.

En 1809 el célebre delincuente francés Vidocq fue incluido en las filas de la policía francesa y pronto se convirtió en el primer director de la Seguridad Nacional (Sûreté Nationale). Incluyó multitud de avances en el campo de la investigación criminal. A él se le atribuye el registro y creación de expedientes con las pesquisas de los casos y la introducción de los estudios de balística. Fue el primero en utilizar moldes para recoger huellas de la escena del crimen, definiendo la lofoscopia. Sus técnicas antropométricas tendrían gran repercusión.
En 1823 un tratado escrito por el anatomista, fisiólogo y botánico checo Jan Evangelista Purkyně describe los tipos de huellas dactilares, que clasificó en 9 grupos. En ese mismo año, Huschke descubrió los relieves triangulares conocidos como "deltas" de las huellas dactilares de los dedos. En 1835 aparece otro de los precursores de la balística, Henry Goddard. En 1840 nace la Toxicología con el médico español Mateo Orfila. Es la ciencia que estudia los efectos de las toxinas o venenos vegetales, animales y minerales tanto como tratamiento curativo o como intoxicación dañina. El aporte de esta ciencia a la reconstrucción de asesinatos, homicidios y suicidios es enorme. William Herschel, en 1858, adoptó el uso de las impresiones dactilares para evitar la suplantación.
Alfonso Bertillón creó en París el Servicio de Identificación Judicial en 1882, dado a conocer en 1885 y adoptado de forma oficial en 1888. Este método antropométrico se basaba en el registro y medición de las diferentes características óseas y cromáticas de las personas mayores de 21 años en 11 diferentes partes del cuerpo. En esa época Bertillón publicó una tesis sobre el retrato hablado. Desde 1884, Bertillón tomó fotografías de los lugares de los hechos con todos sus indicios. Pero fue en 1886 cuando Allan Pinkerton, dueño de la agencia de  detectives más grande del mundo, adoptó la fotografía criminal para reconocer a los delincuentes. En Londres, Sir Francis Galton (1885) instaló los fundamentos para la solución del problema que representaba hacer una clasificación de las impresiones dactilares. En 1905 modificará su sistema citado en Fingerprint Directories.
En 1896, Juan Vucetich logró que la Policía de la Provincia de Buenos Aires, en la ciudad de La Plata, Argentina, dejara de utilizar el método antropométrico de Bertillón y adoptara la dactiloscopia, reduciendo los tipos fundamentales a cuatro, determinados por la presencia o ausencia de deltas.
Ottrolenghi y Alongi, en 1899 fundaron una revista llamada Polizia Scientifica. Lombroso, Ferri y Alongi solicitaron una Policía Judicial Científica en Italia.
El más ilustre y distinguido criminalista de todos los tiempos es Hans Gross (1847-1915) y se le considera padre de la criminalística. A él se debe la generalización del término criminalística con el que se refería al «análisis sistemático de las huellas dejadas por el culpable». Ejerció el cargo de magistrado y fue profesor de Derecho penal en las universidades de Czernowitz y Graz. La elaboración del Manual del juez como sistema de criminalística le llevó 20 años de experiencias e intensos trabajos. En 1912 inauguró el "Real e Imperial Instituto de Criminología de la Universidad de Graz", único a escala mundial. Los resultados de su trabajo fueron determinantes hasta bien entrado el siglo XX y su método científico, conocido bajo el nombre de "escuela criminológica de Graz", le hizo famoso en todo el mundo.
En México, el profesor Carlos Roumagnac escribía en 1904 los primeros fundamentos de Antropología Criminal. En España Constancio Bernaldo de Quirós redujo a tres las fases de formación y evolución de la policía científica en 1908. En enero de 1920, el profesor Benjamín Martínez fundó en la Ciudad de México el gabinete de identificación y el laboratorio de criminalística en la entonces jefatura de Policía del Distrito Federal. En 1928, el criminalista francés Edmond Locard enunció su principio de intercambio, que dice que «siempre que dos objetos entran en contacto transfieren parte del material que incorporan al otro objeto». Este principio de transferencia ha permitido obtener indicios relevantes en numerosos lugares, desde huellas en el barro o sus restos en neumáticos y calzado, hasta huellas dactilares o restos en las uñas. En 1935, Carlos Roumagnac, Benjamín Martínez, Fernando Beltrán y otros crearon una escuela para policías en la que se enseñaba criminalística. En 1938, el Dr. José Gómez Robleda implantó la aplicación de la criminalística en la Procuraduría General de Justicia del D. F.
La entomología forense es una disciplina de reciente atención en México, durante los años 90, en el Laboratorio de Antropología Forense de la Coordinación General de Servicios Periciales de la PGJDF, donde se realizan investigaciones tendientes a conocer la fauna entomológica que se encuentra asociada a cadáveres y, a partir del año 2004 se reconoce institucionalmente conformándose en dicha institución el primer Laboratorio de Entomología Forense, sobre lo cual el grupo de expertos que en el mismo laboran, han producido diferentes reportes de investigación y atienden las peticiones ministeriales relacionadas con esta especialidad.

## Principios
Principios de la criminalística
- Principio de uso: todo delito es cometido utilizando algún agente físico, químico, biológico o informático.
- Principio de intercambio: durante un acto delictivo se origina un intercambio de indicios entre el autor, la víctima y el lugar de los hechos.
- Principio de correspondencia: nos señala que cuando un agente vulnerante se impacta, roza o comprime ciertos materiales de menor dureza le imprime a este material sus características, de esta forma se explica la impresión de las huellas de pisadas, dactilares o las marcas de identificación en balas, casquillos, etc.
- Principio de producción: como es bien sabido no existe el crimen perfecto y por ende, quien realiza un hecho criminal siempre dejara indicios de diferente variedad morfológica en el lugar, ya que sus acciones producirán rastros diversos que darán señales de que estuvieron ahí, en algunos casos las huellas serán latentes esto quiere decir que no se ven a simple vista ya que es necesario utilizar lentes de aumentos o diversos reactivos para encontrar dicha marca y en otros casos los rastros o vestigios se podrán apreciar a simple vista.
- Principio de probabilidad: cuando se tiene una reconstrucción de hechos y fenómenos esto nos acercara a conocer más la verdad del hecho investigado con un alto, mediano o bajo grado de probabilidad de lo que sucedió, limitándose a dar una verdad absoluta de lo que en realidad paso.
- Principio de certeza: consiste en el estudio cuantitativo, cualitativo y comparativo realizado en el laboratorio de los indicios encontrados en el lugar del hecho, para así poder determinar su procedencia, su composición etc, para determinar si corresponde o no con el hecho que se investiga.
- Principio de reconstrucción: según el Artículo 146° del código de procedimientos penales se podrá reconstruir la escena del delito, cuando el juez penal lo juzgue necesario, para precisar la declaración de algún testigo del agraviado o del inculpado. Consiste en la reproducción artificial de un hecho de interés para el proceso.Con la finalidad de aclarar circunstancias que resultan de declaraciones del testigo, imputado o víctima.

Los principios fundamentales del proceso criminalístico incluyen:
1. Protección del lugar de los hechos.
2. Observación del lugar de los hechos.
3. Fijación del lugar de los hechos (es decir descripción escrita, fijación fotográfica y planimetría de los indicios encontrados)
4. Levantamiento de indicios.
5. Suministro de indicios al laboratorio.
6. Cadena de custodia.
7. Confección del informe pericial.

## Metodología de la investigación criminalística
Dentro de la criminalística existen aplicaciones clásicas, como la fotografía, planimetría, balística, química, huellografía y dactiloscopía, mecánica, urbanismo y paisajismo, ecología e informática, entre otras.

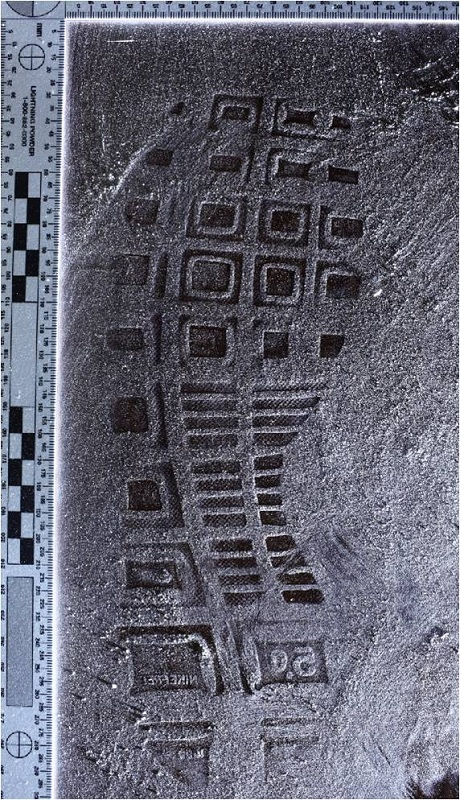
Foto de la impresión realizada por el zapato izquierdo de un sospechoso.

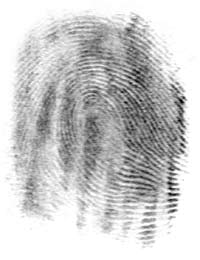
Foto de una impresión digital recogida en un procedimiento.

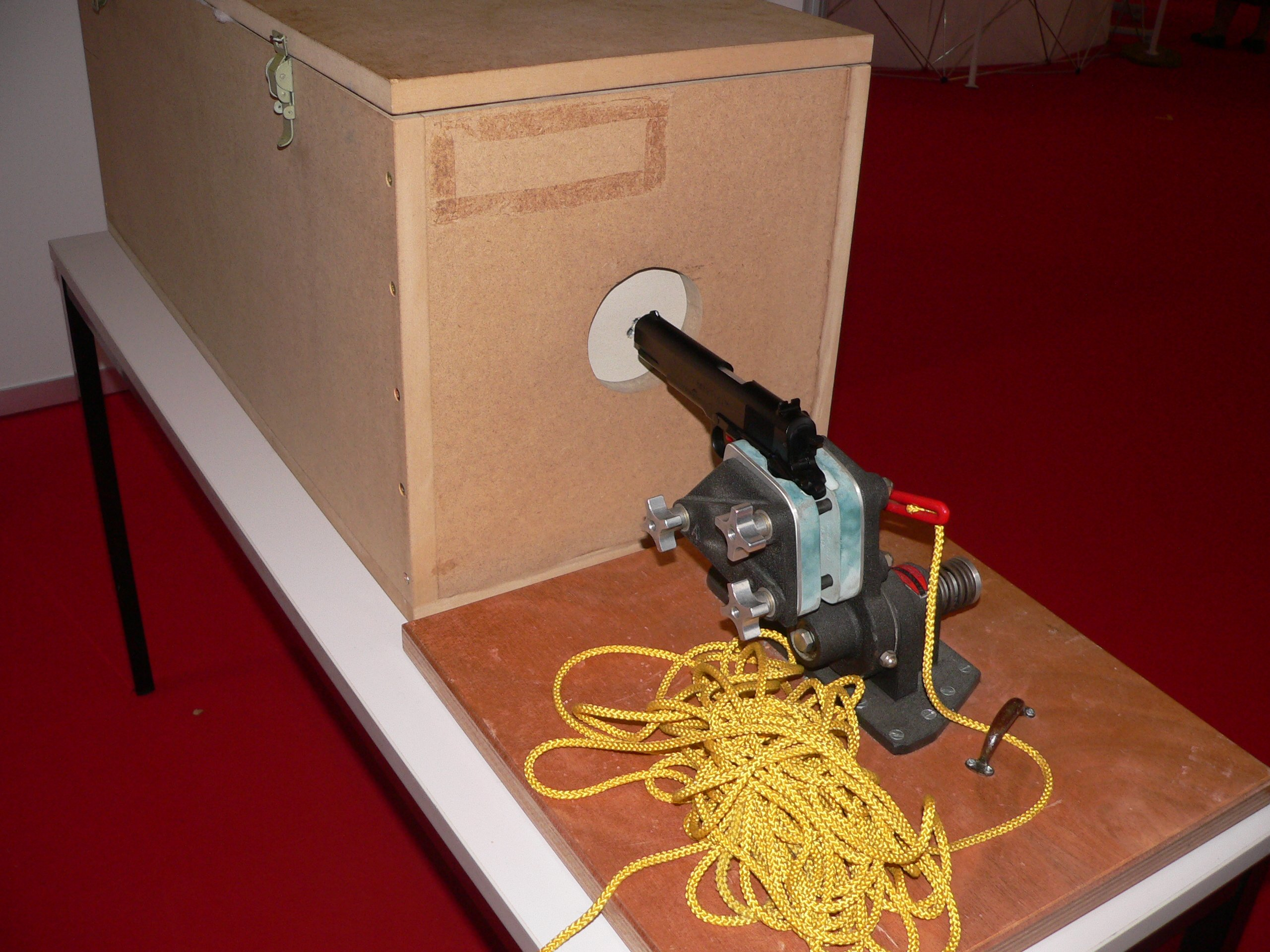
Máquina usada por balística forense.

Los estudios criminalísticos se apoyan en métodos y técnicas propias del trabajo de diferentes disciplinas, ciencias auxiliares y laboratorios periciales, entre los que se encuentran:
- Accidentología vial: Estudio del mecanismo de producción de los accidentes de tránsito terrestre, a fines de identificar a los responsables y encontrar la verdad real del acontecimiento mediante la aplicación de técnicas propias de la física y la matemática entre otras disciplinas.
- Artes forenses: El retrato compuesto o hablado, realizado a partir de la memoria de la víctima, es el más famoso, pero también se llevan a cabo dibujos con base en videos y fotos, y progresiones de edad en caso de personas desaparecidas. Utilizan un restirador, lápices, testimonio, ya sean verbales o con fotos y videos, para ofrecer opciones al artista.
- Antropología forense: Para poder determinar el sexo, talla, edad, grupo étnico, e incluso llegar a la reconstrucción facial de restos humanos, se requiere de varias semanas de trabajo en el laboratorio antropológico.
- Balística forense: La balística forense, como rama de la balística general y parte fundamental de la Criminalística, tiene como objetivo que en sus laboratorios se lleven a cabo todos los procedimientos y estudios necesarios de los cartuchos, balas y armas relacionadas con los homicidios, suicidios, accidentes y lesiones personales.
- Dactiloscopía: Aunque la gran mayoría de las impresiones dactilares pueden hallarse en el lugar del hecho, en otros casos es necesario que los objetos que posiblemente tengan huellas latentes sean trasladados a los laboratorios para su reactivación, utilizando polvos, vapores de yodo, ciano-acrilato de sodio o por medio del rayo láser.
- Documentoscopía: la palabra se origina a partir de la conjunción del vocablo latino “documentum” (enseñar, mostrar) y del griego “skopein” (ver, observar) y, junto con la palabra "Documentología" se utiliza para nombrar al conjunto estructurado y sistematizado de conocimientos y procedimientos técnico-científicos dentro de la Criminalística dirigidos al estudio de los documentos en general, características, forma de confección, alteraciones, etc., como así también a la investigación de manuscritos y/o firmas que ellos contengan y que sean de interés para la investigación que se realiza, pertenezca ésta al fuero judicial o al privado.
- Entomología forense: Es la interacción de la Entomología y el sistema judicial. Se divide en tres áreas principales: Entomología Urbana, Entomología de productos almacenados y entomología médico-legal, médico criminal o "entomología médico forense". Esta última analiza la sucesión ecológica de los artrópodos que se instalan en un cadáver para determinar el lapso de tiempo transcurrido entre el momento del descenso y el hallazgo del cadáver, técnicamente denominado como Intervalo post mortem.
- Fisionomía forense: Reconstruye las características de un rostro con la ayuda de materiales moldeables. Utiliza un molde de cráneo de plástico con varias capas de material para simular la piel, espátulas de escultor, pinturas. En muchas agencias se utilizan programas de computadora para modelar huesos, músculos y piel en 3D.
- Fotografía forense: La participación del fotógrafo para realizar la fijación fotográfica de la escena y todo lo relacionado con la misma es fundamental; sin embargo, es sólo la primera parte de su trabajo, ya que posteriormente tendrá que trasladarse al laboratorio de fotografía forense para llevar a cabo el revelado del material con el que serán ilustrados los dictámenes.
- Genética Forense: El estudio de material biológico, como la saliva, semen, sangre, pelo, y otros tejidos, permiten tipificar el ácido desoxirribonucléico (ADN), método identificatorio moderno y que por su gran precisión se ha denominado huella genética.
- Hecho de tránsito: Mediante la aplicación de diferentes técnicas de análisis químico, pueden examinarse los fragmentos de pintura, efectuando distinciones en cuanto al calor y los compuestos de las mismas.
- Hematología: En esta especialidad la aplicación de la química es fundamental si una mancha que se halló en el lugar del hecho es sangre y si ésta es de animal o humana; en caso de tratarse de sangre humana se determinarán los grupos, subgrupos y el factor RH.
- Incendios y explosivos: Para el estudio de los residuos que dejan los incendios y las explosiones, pueden utilizarse la cromatografía de capa firina, la cromatografía gas-líquido y la cromatografía líquida de alto rendimiento; pudiéndose determinar el tipo de sustancia que se utilizó.
- Informática forense: Estudio y análisis de los delitos digitales empleando dispositivos tecnológicos como: computadoras, medios electrónicos Tecnologías de la información y la comunicación o Tecnologías de Información procura preservar e identificar datos que sean válidos dentro de un proceso legal o hecho punible.
- Medicina forense: Si se considera que el laboratorio es el lugar en donde se realizan trabajos de investigación científica, bien puede estimarse el necrocomio o a los Servicios Médicos Forenses como los laboratorios que utilizan los médicos para el estudio minucioso del cadáver, y para determinar su identidad y causa de muerte.
- Meteorología forense: Es el análisis de las condiciones climáticas pasadas de un lugar específico. Es una rama bastante empleada en los procesos judiciales en los que participan compañías de seguros y también en las investigaciones de homicidios.
- Odontología forense: La utilización del laboratorio en la odontología forense se realiza cuando se requiere obtener o elaborar moldes para determinar las características dentales de un individuo.
- Patología forense: Estudia las pistas que llevan a la causa de la muerte presentes en el cuerpo como un fenómeno médico.
- Peritaje caligráfico: Permite establecer la autenticidad de documentos, mediante estudio de trazos de escritura o firmas, análisis de tinta, papel o impresiones de máquinas de escribir. Se le confunde con la grafología de la que se dice que puede detectar personalidades o sexo pero carece de suficiente estudios científicos.
- Piloscopia: Por medio del estudio químico puede determinarse si el pelo en estudio se trata de pelo humano o de animal, así como otras características.
- Psicología forense: Comprende un amplio rango de prácticas que involucran principalmente evaluaciones de capacidad de los acusados, informes a jueces y abogados y testimonio en juzgados sobre temas determinados
- Química forense: En esta importante especialidad se aplican todos los conocimientos y técnicas químicas con objeto de conocer la naturaleza de cualquier sustancia o elemento. Su participación en la investigación es multi e interdisciplinaria con otras ciencias forenses.
- Toxicología forense: Puede ser aplicada en sujetos vivos o muertos. En personas vivas se toman muestras de orina y de sangre. En la orina puede determinarse, principalmente, la presencia de medicamentos y drogas de adicción; en la sangre puede hallarse alcohol etílico.

Gracias a la criminalística, la investigación policial se ve avalada por técnicas reconocidas e indesmentibles, basadas en el conocimiento y experimentación científica.

## Cultura popular

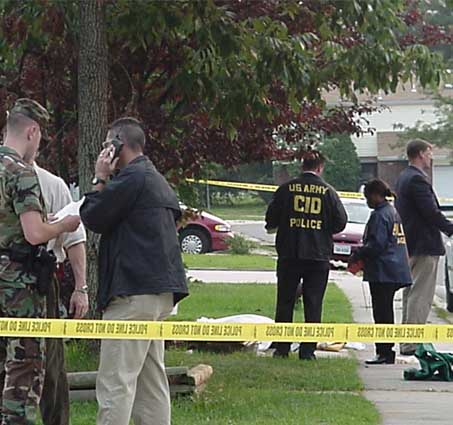
Agentes especiales del Cuerpo de Investigación Criminal (CID) del Ejército de EE. UU. en una escena del crimen.

Los casos del francés Eugène François Vidocq, fundador y director de la Sûreté Nationale, influyeron en autores como Victor Hugo, Charles Dickens y Honoré de Balzac. Con el personaje de Chevalier Auguste Dupin, creado por Edgar Allan Poe, nacen los primeros relatos policiales en la literatura moderna. No obstante, fue Sherlock Holmes, personaje concebido por Arthur Conan Doyle, quien popularizó por primera vez el uso de la ciencia forense como herramienta sistemática de investigación criminal. Conan Doyle reconoció haberse inspirado en el médico forense Joseph Bell, su profesor en la Universidad de Edimburgo.
Posteriormente, el cómic Dick Tracy presentó a un detective que utilizaba técnicas forenses avanzadas, aunque muchas de ellas con un carácter más fantástico que realista.
En la literatura y la televisión, personajes como el abogado defensor Perry Mason también recurrieron ocasionalmente a métodos forenses para resolver casos. En las últimas décadas, las series de televisión centradas en investigaciones criminales han incrementado notablemente la presencia de estas ciencias. Producciones como CSI, Crossing Jordan, Criminal Minds, The Mentalist, Bones, Law & Order, NCIS, Cold Case, Dexter, Numb3rs o Silent Witness, entre otras, han contribuido a representar con cierto glamour el trabajo de los científicos forenses. 
Este fenómeno mediático ha dado lugar al llamado efecto CSI, una teoría que sostiene que las expectativas del público respecto a la ciencia forense han sido alteradas por la influencia de estas producciones televisivas.
También existen programas de no ficción dedicados a la temática, como Forensic Files (emitido en España como Crímenes imperfectos por La Sexta), y canales especializados como Crimen + Investigación.